# Sicista tianshanica
Espèce
Statut de conservation UICN

 LC  : Préoccupation mineure
Sicista tianshanica est une espèce de petit rongeur de la famille des Dipodidae. L'espèce a été décrite par le zoologiste, embryologiste et anatomiste russe Vladimir Vladimirovitch Salensky (1847-1918). 